# Thorø og Assens
|  | Denne artikel er oprettet af botten Steenthbot ud fra en ekstern database. Den kan derfor have sproglige fejl eller mangler. Denne skabelon kan fjernes efter kontrol af indholdet. |

Thorø og Assens er en dansk dokumentarisk optagelse fra 1926.

## Handling
Om Thoremanden Harald Plum (1881-1929) og hans familie, der boede på øen Thorø syd for Assens fra 1917-1929. Filmen viser forskellige optagelser fra familiens hjem – den gamle Thorøgaard – samt optagelser fra diverse private og officielle arrangementer på Thorø og i Assens forestået af Harald Plum. Bl.a. ses afsløringen af billedhugger Carl Johan Bonnesens store Thor-Monument og afsløringen af et monument til erindring om Første Verdenskrig.
Harald Plum var en farverig, dansk erhvervsmand, der havde sin storhedstid i 1910’erne og 1920’erne. Han blev omdrejningspunkt for en af Danmarks største erhvervsskandaler, da han medvirkede til, at Landmandsbanken krakkede i 1922. Plum selv holdt skindet på næsen, men i 1929 gik det galt igen, da endnu et af hans selskaber gik konkurs og tilmed blev afsløret som et svindelforetagende. Det resulterede i, at Plum begik selvmord den 24. oktober 1929 på Thorø - et selvmord der den dag i dag er omgærdet af mystik og konspirationsteorier.